# Wall Beck
Der Wall Beck ist ein Wasserlauf im Lake District, Cumbria, England.
Der Way Beck entsteht südlich des Simpson Ground Reservoir  und fließt in einer generell nördlichen Richtung durch den Weiler Simpson Ground bis zu seiner Mündung in den Way Beck.